# Scyllarus
Scyllarus är ett släkte av kräftdjur. Scyllarus ingår i familjen Scyllaridae.

## Dottertaxa tillScyllarus, i alfabetisk ordning[1]
- Scyllarus aesopius
- Scyllarus amabilis
- Scyllarus americanus
- Scyllarus aoteanus
- Scyllarus arctus
- Scyllarus aureus
- Scyllarus aurora
- Scyllarus batei
- Scyllarus bertholdii
- Scyllarus bicuspidatus
- Scyllarus brevicornis
- Scyllarus caparti
- Scyllarus chacei
- Scyllarus crenatus
- Scyllarus cultrifer
- Scyllarus delfini
- Scyllarus demani
- Scyllarus depressus
- Scyllarus dubius
- Scyllarus faxoni
- Scyllarus gibberosus
- Scyllarus kitanoviriosus
- Scyllarus lewinsohni
- Scyllarus longidactylus
- Scyllarus martensii
- Scyllarus mawsoni
- Scyllarus modestus
- Scyllarus ornatus
- Scyllarus paradoxus
- Scyllarus planorbis
- Scyllarus posteli
- Scyllarus pumilus
- Scyllarus pygmaeus
- Scyllarus rubens
- Scyllarus rugosus
- Scyllarus sordidus
- Scyllarus subarctus
- Scyllarus timidus
- Scyllarus umbilicatus
- Scyllarus vitiensis